# Peugeot Tipo 163

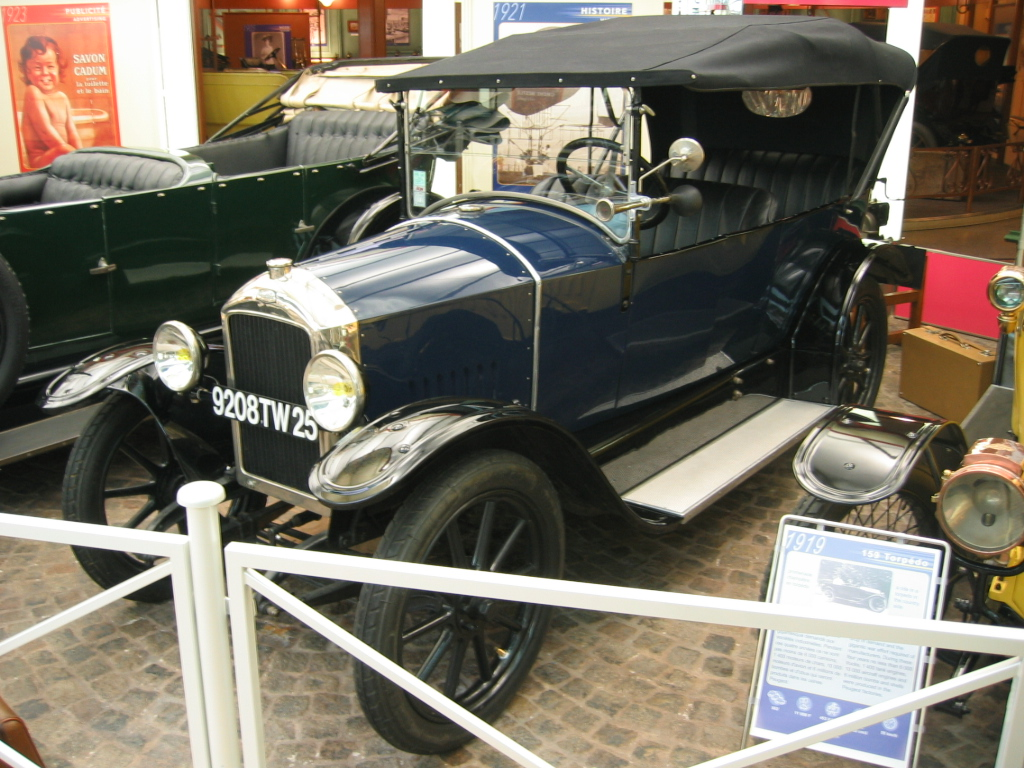
Peugeot Tipo 163 Torpedo (1921)

El Peugeot Tipo 163 y modelos asociados, fueron producidos por Peugeot entre 1919 y 1924. Su motor se coloca en la categoría de los 10 HP.
Peugeot retornó a la producción de automóviles de pasajeros después de la guerra un poco menos rápidamente que Renault y Citroën de París, ambos de los cuales eran los rápidos de la marca con los nuevos participantes en la clase 10HP. El Peugeot 159 fue en gran medida una solución de déficit de parada, y el Tipo 163, preparado durante el verano de 1919, fue un competidor mucho más moderno.

## Modelos
El Tipo 163 original tenía una distancia entre ejes de 2.520 mm y un motor de 1,4 L (1437 cc). En 1922 el fabricante añade el Tipo 163 BS, un modelo deportivo con menos peso, un motor de 1,5 L (1480 cc), y una distancia entre ejes más larga de 2.640 mm. En 1923 llegó el Tipo 163 BR, que poseía la mayor parte de la mecánica de Tipo 163 BS, pero era más pesado y más lento. La producción total llegó a las 11.925 unidades.
| Modelo      | Año       | Producción |
| ----------- | --------- | ---------- |
| Tipo 163    | 1919-1924 | 9,349      |
| Tipo 163 BS | 1922–1924 | 346        |
| Tipo 163 BR | 1923–1924 | 2,230      |